# Festival International de Jazz de Montréal

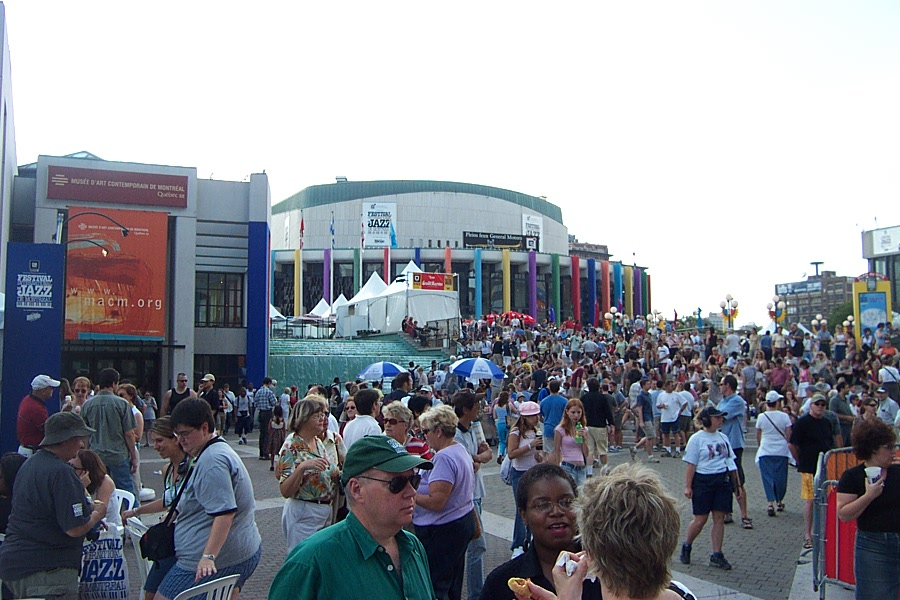
Place des Arts, Montreal

Das Festival International de Jazz de Montréal (FIJM) ist das größte Jazzfestival der Welt.
Gewöhnlich findet es zu Beginn der kanadischen Festivalsaison statt (bzw. Ende Juni bis Mitte Juli). Über 2 Millionen Menschen besuchen die elftägige Veranstaltung. Während des Festivals sind große Teile der Innenstadt (Downtown Montreal) für den Auto-Verkehr gesperrt, so dass auch im Freien Konzerte stattfinden können. Einige der Open-Air-Konzerte werden von mehr als hunderttausend Menschen besucht. In Pubs, Clubs, Theatern, Museen, Konzertsälen und sogar einigen Kaufhäusern werden dann Konzerte veranstaltet. Von den mehr als 650 Konzerten sind 450 frei und finden an etwa zehn Open Air Plätzen statt. Neben Jazz treten auch Weltmusik-, Pop- und Blues-Musiker auf. Das Festival besuchen jährlich rund 2 Millionen Besucher, davon 250.000 Touristen. Es wird von einer unabhängigen non-profit-Organisation geleitet. Es ist bekannt für seine lockere Volksfest-Atmosphäre.

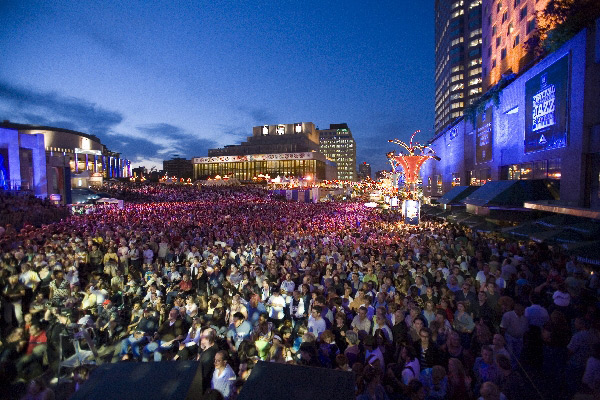
Festival International de Jazz de Montréal

Das Festival wurde 1980 auf Initiative von Alain Simard (der vorher schon über die Agentur Kosmos Productions Jazz- und Blueskonzerte in Montreal organisierte) und André Ménard erstmals ausgerichtet (kurz darauf ergänzt durch Denyse McCann), mit ihrer gemeinsamen Firma Spectra Scene. Schon 1978 kündigten sie das Festival an und organisierten auch Konzerte z. B. mit Bill Evans, B. B. King und Charles Mingus, erhielten aber keine Förderung. Auch 1979 klappte es nicht (dafür gab es Konzerte mit Pat Metheny, Keith Jarrett), sondern erst 1980 mit Unterstützung von CBC Radio und Verkauf von Radio-Rechten an Radio Québec. Damals traten auf der Insel Sainte-Hélène u. a. Gary Burton, Chick Corea und Ray Charles auf und es kamen 12000 Besucher. 1982 zog es in das Viertel St. Denis, das aber auch bald zu klein war. Bald darauf war sein Renommee mit dem Auftritt von Stars wie Miles Davis, Ella Fitzgerald, Stéphane Grappelli, Oscar Peterson, Sarah Vaughan gefestigt. 1987 erhielt es nach einer finanziellen Krise erstmals Unterstützung durch die Stadt Montreal und ab 1989 fand es an seinem heutigen Ort in Downtown Montreal statt um den „Place des Arts“ und den „Complexe Desjardins“. 1989 hatte das Festival über 1 Million Besucher.
Auf dem Festival werden auch Preise vergeben: der „Ella Fitzgerald Award“ für Vokalkünstler (ab 1999), der „Miles Davis Award“ für etablierte internationale Jazzmusiker (ab 1994), der „Oscar Peterson“ Award für kanadische Jazzmusiker (ab 1989), der „Antonio Carlos Jobim Award“ für Weltmusik.
Beim 30. Festival im Jahr 2009 trat Stevie Wonder im Rahmen der Eröffnungsveranstaltung vor rund 200.000 Zuhörern auf. In einer bewegenden Ansprache erinnerte er vor seinem Auftritt an den wenige Tage zuvor verstorbenen Michael Jackson. In diesem Jubiläumsjahr traten daneben unter anderem Al Di Meola, Buddy Guy, Dave Brubeck, Joe Cocker, Katie Melua, Pink Martini und Wayne Shorter auf.

## Festivalprogramm 2003 (Auswahl)
- 2003 sind mehr als 500 Musikgruppen im Rahmen des Festivals aufgetreten, und es waren etwa 2000 Musikkritiker aus aller Welt anwesend.

Ray Charles, David Murray, Wayne Shorter, Jack DeJohnette, Michael Brecker, Joshua Redman, Norah Jones, Theo Jörgensmann Quartet, Joachim Kühn, Gary Burton, Don Byron, Abdullah Ibrahim, Geri Allen, Bobby Hutcherson, Egberto Gismonti, Esbjörn Svensson Trio, Arturo Sandoval, Gary Peacock, Hilton Ruiz, Carmen Souza u. a.